# Xerox PARC

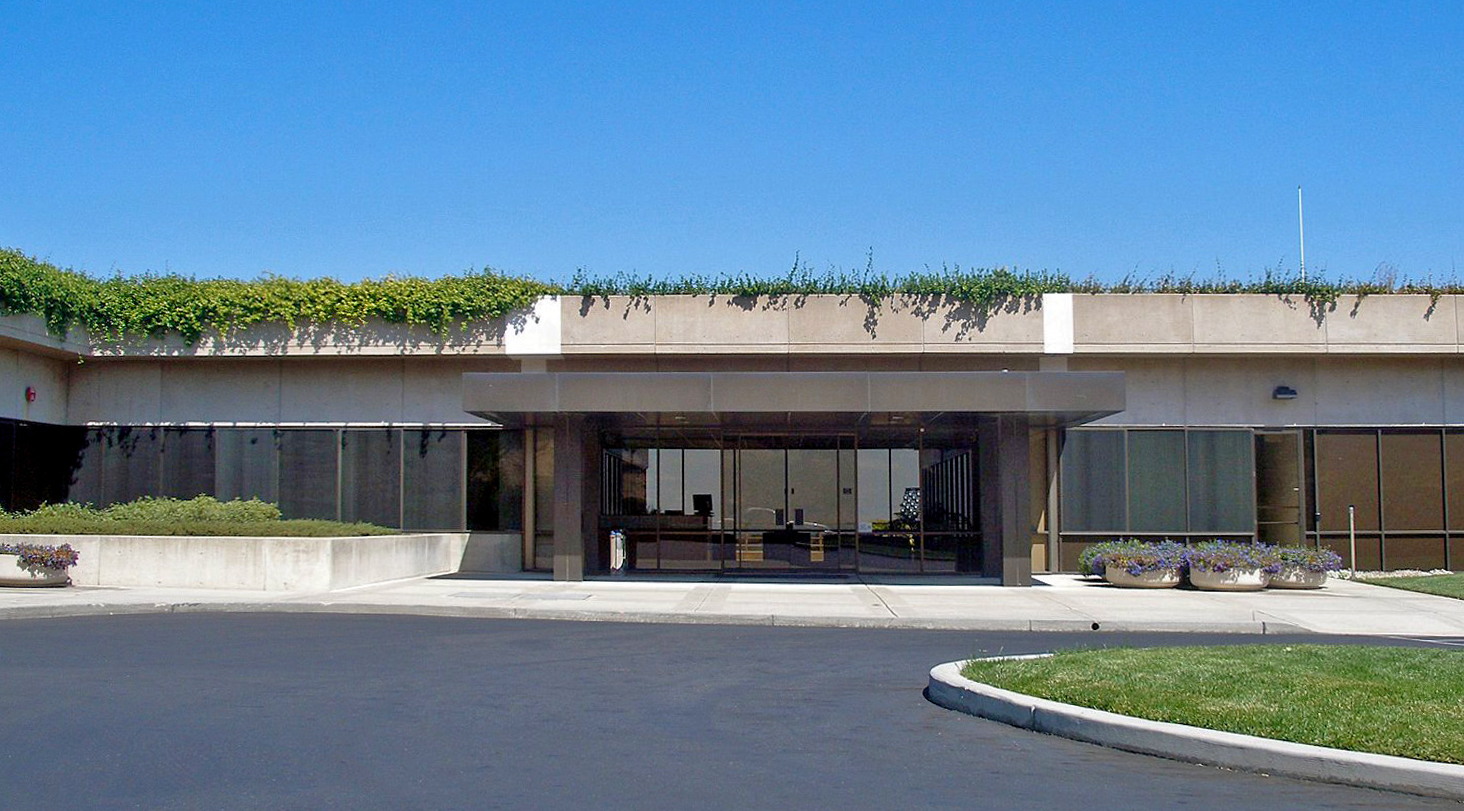
Siedziba centrali Xerox PARC

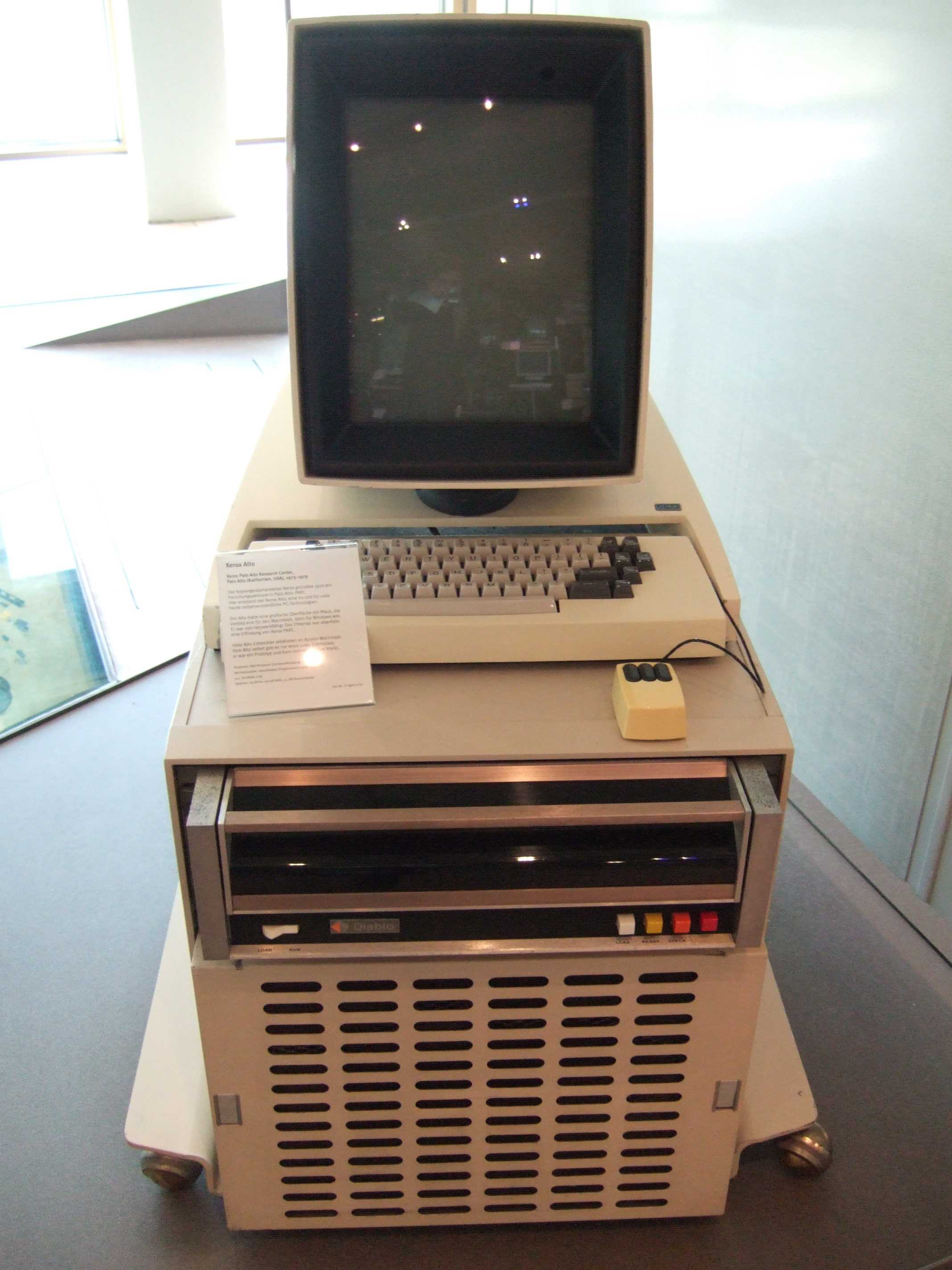
Xerox Alto, pierwszy komputer z systemem okienkowym

Xerox PARC (ang. Xerox Palo Alto Research Center) – ośrodek badawczy firmy Xerox powstały w roku 1970. Od początku lat 70., do połowy lat 80. wprowadził wiele istotnych innowacji w dziedzinie sprzętu i oprogramowania komputerowego, które wywarły ogromny wpływ na informatykę, takich jak:
- graficzny interfejs użytkownika (GUI) obsługiwany za pomocą myszki
- drukarka laserowa
- lokalna sieć komputerowa LAN Ethernet
- okna w graficznym interfejsie użytkownika
- ikony
- WYSIWYG
- język zorientowany obiektowo Smalltalk
- drzewa czerwono-czarne

Powyższe innowacje były wprowadzane na projektowanych i budowanych w PARC pionierskich komputerach osobistych (poczynając od Xerox Alto).
Nieumiejętność handlowego wykorzystania własnych wynalazków stała się przyczyną ukucia obiegowego powiedzenia, że Xerox PARC jest miejscem powstawania błyskotliwych idei dla wszystkich innych. Zjawisko to zostało opisane w książce „Fumbling The Future: How Xerox Invented, Then Ignored, the First Personal Computer” (Douglas K. Smith i Robert C. Alexander, wyd. William Morrow & Co., 1988, ISBN 0-688-09511-9).